# Alejandra Garza
Alejandra Garza (Nuevo León, 1 de agosto de 1991) es una atleta mexicana especializada en levantamiento de pesas. Forma parte de la delegación mexicana en los Juegos Olímpicos de Río de Janeiro 2016.
Es licenciada en Ciencias del Ejercicio y tiene estudios de maestría en Actividad Física y Deporte con acentuación en Educación Física por la Universidad Autónoma de Nuevo León.

## Campeonatos[4]

### 2013
Mundial de Mayores- Wroclaw, Polonia
• 8.º lugar
Universidad Mundial - Kazán, Rusia
• 7.º lugar
Campeonatos Panamericanos - Venezuela
•  6.º lugar

### 2014
Mundial Universitario - Tailandia
• 3.º lugar
Mundial de Mayores - Kazajastán
• 16.º lugar

### 2015
Campeonato Mundial de Mayores - Houston
• 12.º lugar

### 2016
Nacional de Primera Categoría Calificatorio a Juegos Olímpicos 2016
• 1.º lugar